# Transamerica
Transamerica er en dramakomedie fra 2005, skrevet og instrueret af Duncan Tucker. I filmen ses Felicity Huffman i hovedrollen som Bree.

## Medvirkende
- Felicity Huffman som Bree
- Kevin Zegers som Toby
- Fionnula Flanagan som Elizabeth
- Graham Greene som Calvin
- Elizabeth Peña som Margaret
- Calpernia Addams som Texas Fiddle Player
- Jon Budinoff som Alex
- Danny Burstein som Dr. Spikowsky
- Barbara Barron som Frøken Swallow
- Venida Evans som Arletty